# صناعة المحتوى
صناعة المحتوى أو إنشاء المحتوى هو المساهمة في نشر معلومات في سياقات محددة، عن طريق وسائط وعلى الأخص وسائط الإعلام الرقمي، وذلك لفائدة المستخدم النهائي ويسمى الجمهور. المحتوى هو «شيء يمكن التعبير عنه من خلال بعض الوسائط، مثل الكلام أو الكتابة أو أي من الفنون المختلفة»  للتعبير عن الذات والتوزيع والتسويق أو النشر. تتضمن الأشكال النموذجية لإنشاء المحتوى صيانة وتحديث مواقع الويب، والتدوين، والتصوير الفوتوغرافي، والتصوير بالفيديو، والتعليقات على الإنترنت، والحفاظ على حسابات وسائل التواصل الاجتماعي، وتحرير الوسائط الرقمية وتوزيعها.

## منشئو المحتوى

### منظمات الأخبار
تعمل المؤسسات الإخبارية، وخاصة أكبرها وأكثرها دوليًا، مثل نيويورك تايمز و الإذاعة الوطنية العامة وسي إن إن وغيرها، على إنشاء بعض المحتوى الأكثر مشاركة على الويب باستمرار.<ref>"What is Website Content?". مؤرشف من الأصل في 2018-11-27. اطلع عليه بتاريخ 2015-11-14.</ref> ينطبق هذا بشكل خاص على الأخبار العاجلة المتعلقة بالمحتوى والأحداث الموضعية. على حد تعبير تقرير عام 2011 الصادر عن مدرسة أكسفورد لدراسة الصحافة ومعهد رويترز لدراسة الصحافة، فإن «الإعلام السائد هو شريان الحياة لمحادثات الوسائط الاجتماعية المواضيعية في المملكة المتحدة». في الوقت الذي أدى فيه ظهور وسائل الإعلام الرقمية إلى تعطيل المنافذ الإخبارية التقليدية، فقد تكيف الكثير منها، وبدأت في إنتاج محتوى مصمم للعمل على الويب ومشاركته من قبل مستخدمي الوسائط الاجتماعية. يعتبر موقع تويتر للتواصل الاجتماعي موزعًا رئيسيًا للأخبار العاجلة بالتنسيقات التقليدية، والعديد من مستخدمي تويتر هم متخصصون في الإعلام. إن وظيفة وقيمة تويتر في توزيع الأخبار هي موضوع متكرر للمناقشة والبحث في مجال الصحافة لقد غيّر محتوى أنشأه المستخدمون، وتدوين وسائل التواصل الاجتماعي، وصحافة المواطن طبيعة المحتوى الإخباري في السنوات الأخيرة. تستخدم شركة سايلد سايند ساينس الآن الذكاء الاصطناعي لإنتاج المقالات الإخبارية وتفسير البيانات.

### الكليات والجامعات ومراكز الفكر
تنشئ المؤسسات الأكاديمية، مثل الكليات والجامعات، محتوى في شكل كتب، ومقالات صحفية، وأوراق بيضاء، وبعض أشكال المنح الدراسية الرقمية، مثل المدونات التي يتم تحريرها بواسطة الأكاديميين، أو الويكيات، أو محاضرات الفيديو التي تدعم دورة مفتوحة عبر الإنترنت (MOOC). وقد تقوم المؤسسات حتى بإعداد البيانات الأولية التي تدعم تجاربها أو استنتاجاتها المتاحة على الويب من خلال مبادرة البيانات المفتوحة. يمكن جمع المحتوى الأكاديمي وجعله متاحًا للأكاديميين الآخرين أو العامة من خلال المنشورات وقواعد البيانات والمكتبات والمكتبات الرقمية. قد يكون المحتوى الأكاديمي مفتوح المصدر أو الوصول المفتوح (OA). محتوى المصدر مغلق متاح فقط للمستخدمين أو المشتركين المصرح لهم. قد تكون مجلة هامة أو قاعدة بيانات علمية مغلقة المصدر، وهي متاحة فقط للطلاب وأعضاء هيئة التدريس من خلال مكتبة المؤسسة. مقالات الوصول المفتوح مفتوحة للجمهور، مع تكاليف النشر والتوزيع التي تتحملها المؤسسة التي تنشر المحتوى.

### الشركات
يتضمن محتوى الشركة محتوى الإعلان والعلاقات العامة، بالإضافة إلى أنواع أخرى من المحتوى الذي يتم إنتاجه لتحقيق الربح، بما في ذلك الأبحاث والتقارير الدعائية. يمكن أن يشمل الإعلان المحتوى الذي يتم إنشاؤه تلقائيًا، أو مجموعات المحتوى التي تم إنشاؤها بواسطة البرامج أو برامج التتبع لمحركات البحث. كما تقوم الشركات بإنشاء تقارير سنوية تعد بمثابة إنشاء محتوى لأنها جزء من أعمال شركاتها ومراجعة مفصلة لسنتهم المالية، وهذا يعطي أصحاب المصلحة للشركة نظرة ثاقبة عن آفاق واتجاهات الشركات الحالية والمستقبلية.

### فنانون وكتاب
الأعمال الثقافية، مثل الموسيقى والأفلام والأدب والفن، هي أشكال من المحتوى. الكتب والكتب المنشورة بشكل تقليدي هي نوع من المحتوى الثقافي، ولكن هناك العديد من الكتب الأخرى، مثل الكتب المنشورة ذاتيًا، والفن الرقمي وفن المشجعي. لقد وجد الفنانون المستقلون، بما في ذلك المؤلفين والموسيقيين، نجاحًا تجاريًا من خلال إتاحة عملهم على الإنترنت. أحدثت هذه التغييرات ثورة في صناعات النشر والموسيقى.

### الحكومة
من خلال رقمنة القوانين والشمس المشرقة وقوانين السجلات المفتوحة وجمع البيانات، قد تقوم الحكومات بإتاحة فئات كاملة من المعلومات الإحصائية والقانونية والتنظيمية المتاحة على الإنترنت. وتحول المكتبات الوطنية ودور المحفوظات الحكومية الوثائق التاريخية والسجلات العامة والآثار الفريدة إلى قواعد البيانات والمعارض على الإنترنت. في بعض الأحيان، أثار هذا قضايا خصوصية كبيرة. على سبيل المثال، في عام 2012، أثارت صحيفة «جورنال نيوز» ، وهي صحيفة حكومية في ولاية نيويورك، غضبًا عندما نشرت خريطة تفاعلية لمواقع مالكي الأسلحة باستخدام سجلات عامة تم الحصول عليها بشكل قانوني تقوم الحكومات أيضاً بإنشاء دعاية عبر الإنترنت أو رقمية أو معلومات خاطئة لدعم أهداف إنفاذ القانون أو الأمن القومي، أو استخدام وسائل الإعلام لخلق انطباع خاطئ عن المعتقد أو الرأي السائد.
يمكن للحكومات أيضًا استخدام المحتوى المفتوح، مثل السجلات العامة والبيانات المفتوحة في خدمة الصحة العامة، والأهداف التعليمية والعلمية، مثل حلول التعهيد الجماعي لمشاكل السياسة المعقدة، أو معالجة البيانات العلمية. في عام 2013، انضمت الإدارة الوطنية للملاحة الجوية والفضاء (NASA) إلى شركة Planetary Resources التابعة لشركة التعدين لنزوح الكويكبات بغرض التعقب الجماعي للبحث عن الأجسام القريبة من الأرض، وهي كويكبات يمكن أن تهدد الأرض. ووصف ديفيد لوك مدير تنفيذ نقل التكنولوجيا في ناسا العمل الجماعي في ناسا، حيث تحدث عن «الفائض المعرفي غير المستثمر الموجود في العالم» والذي يمكن استخدامه للمساعدة في تطوير تكنولوجيا ناسا. هذه طريقة واحدة فقط يمكن استخدامها في التعهيد الجماعي لتعزيز المشاركة العامة في الحكومة. بالإضافة إلى جعل الحكومة أكثر تشاركية، فإن السجلات المفتوحة والبيانات المفتوحة لديها القدرة على جعل الحكومة أكثر شفافية وأقل فسادًا.

### المستخدمون
مع ظهور الويب 2.0، أتيحت إمكانية مشاركة مستهلكي المحتوى في توليد المحتوى ومشاركته. أيضا مع قدوم الوسائط الرقمية وسهولة الوصول إلى المنزل، ازداد حجم المحتوى الذي يولده المستخدم بالإضافة إلى العمر ونطاق الدراسة. ثمانية بالمائة من مستخدمي الإنترنت نشيطون جدًا في إنشاء المحتوى واستهلاكه. في جميع أنحاء العالم، حوالي واحد من كل أربعة مستخدمين للإنترنت هم من منشئي المحتوى المهمين والمستخدمون في الأسواق الناشئة يقودون العالم للمشاركة. كما توصلت الأبحاث إلى أن الشباب الذين ينتمون إلى خلفية اجتماعية واقتصادية أعلى يميلون إلى خلق محتوى أكثر من المحتوى الموجود في المستوى الأدنى. تسعة وستون بالمائة من مستخدمي الإنترنت الأمريكيين والأوروبيين هم «متفرجون» يستهلكون، لكنهم لا يخلقون، وسائل الإعلام عبر الإنترنت والرقمية. يشار أحيانًا إلى نسبة منشئي المحتوى إلى مقدار المحتوى الذي يقومون بإنشائه بقاعدة 1٪، وهي قاعدة تجريبية تقترح أن 1٪ فقط من مستخدمي المنتدى ينشئون كل محتواه تقريبًا. قد تتضمن الدوافع لإنشاء محتوى جديد الرغبة في اكتساب معرفة جديدة، أو إمكانية الدعاية، أو الإيثار البسيط، من بين أسباب أخرى. يمكن للمستخدمين أيضًا إنشاء محتوى جديد للمساعدة في تحقيق الإصلاحات الاجتماعية. ومع ذلك، يحذر الباحثون من أنه لكي تكون فعالة، يجب النظر في السياق، يجب تضمين مجموعة متنوعة من الناس، ويجب على جميع المستخدمين المشاركة طوال هذه العملية.
وفقًا لدراسة صدرت عام 2011، تنشئ الأقليات محتوى للتواصل مع المجتمعات المتخصصة عبر الإنترنت. تم العثور على المستخدمين الأمريكيين من أصل أفريقي لإنشاء محتوى كوسيلة للتعبير عن الذات لم تكن متوفرة من قبل. أحيانًا ما تكون صور وسائل الإعلام للأقليات غير دقيقة ونمطية تؤثر بدورها على الإدراك العام لهذه الأقليات. يستجيب الأمريكيون من أصول إفريقية لتصويرهم رقميًا من خلال استخدام وسائل التواصل الاجتماعي مثل تويتر وتومبلر. الأهم من ذلك، أن إنشاء Black Twitter قد سمح للمجتمع أن يكون قادراً على مشاركة مشاكلهم وأفكارهم.

#### مستخدمون في سن المراهقة
يحصل المستخدمون الأصغر سنًا على مزيد من إمكانية الوصول إلى المحتوى وإنشاء تطبيقات المحتوى والنشر إلى أنواع مختلفة من الوسائط، على سبيل المثال، Facebook أو DeviantArt أو Tumblr . اعتبارا من عام 2005، استخدم حوالي 21 مليون مراهق الإنترنت. من بين هؤلاء 57٪، أو 12 مليونًا من المراهقين، هم منشئو المحتوى. هذا الخلق والمشاركة كان يحدث على مستوى أعلى بكثير من البالغين. مع ظهور الإنترنت، أصبح لدى المراهقين وصولاً أكبر بكثير إلى أدوات المشاركة والتكوين. أصبحت التكنولوجيا أيضًا أرخص وأسهل في الوصول إليها أيضًا، مما يجعل إنشاء المحتوى أكثر سهولة للجميع، بما في ذلك المراهقين. يستخدم بعض المراهقين هذا للحصول على الشهرة من خلال مواقع مثل YouTube ، بينما يستخدمه الآخرون للاتصال بالأصدقاء من خلال مواقع الشبكات الاجتماعية. وفي كلتا الحالتين، أصبح هؤلاء المراهقون أكثر من مجرد مراقبين، فهم أيضًا منشؤون.

## قضايا

### الجودة
إن ظهور المحتوى المجهول والمستخدم من قبل المستخدمين يوفر فرصًا وتحديات لمستخدمي الويب. إن التدوين والنشر الذاتي وغيرها من أشكال إنشاء المحتوى يمنح المزيد من الأشخاص إمكانية الوصول إلى جماهير أكبر. ولكن يمكن أن يؤدي أيضًا إلى إطالة الشائعات ونشر المعلومات غير القابلة للتحقق منها. يمكن أن يزيد من صعوبة العثور على محتوى عالي الجودة يلبي احتياجات المستخدمين من المعلومات.

### البيانات الوصفية
من الصعب تنظيم المحتوى الرقمي وتصنيفه. تمتلك مواقع الويب والمنتديات والناشر معايير مختلفة للبيانات الوصفية أو معلومات حول المحتوى، مثل مؤلفه وتاريخ الإنشاء. يمكن أن يؤدي استمرار معايير البيانات الوصفية المختلفة إلى خلق مشاكل في إمكانية الوصولوالاكتشاف.

### الملكية الفكرية
قد يكون من الصعب تحديد ملكية المحتوى الرقمي وأصله وحقه في مشاركة المحتوى الرقمي. من ناحية، يقدم المحتوى الذي ينشئه المستخدمون تحديات لمبدعي المحتوى التقليديين فيما يتعلق بتوسيع الأعمال المشتقة غير المرخصة وغير المصرح بها والقرصنة والانتحال .من ناحية أخرى، فإن إنفاذ قوانين حقوق النشر، مثل قانون الألفية الجديدة لحقوق التأليف والنشر في الولايات المتحدة، يجعل من غير المرجح أن تقع الأعمال في المجال العام .

## الحركات الاجتماعية

### الثورة المصرية 2011
أثبت إنشاء المحتوى أنه شكل مفيد للاحتجاج على منصات وسائل الإعلام الاجتماعية. لم تكن الثورة المصرية في عام 2011 إلا مثالاً واحدًا على إنشاء المحتوى الذي يتم استخدامه لتوصيل المتظاهرين من جميع أنحاء العالم المختلفة للسبب المشترك للاحتجاج على «الأنظمة الاستبدادية في الشرق الأوسط وشمال أفريقيا طوال عام 2011». وقعت الاحتجاجات في مدن متعددة في مصر مثل القاهرة وما بدأ سلميا بسرعة تصاعد إلى صراع. سمحت وسائل الإعلام الاجتماعية للمتظاهرين بالتواصل مع بعضهم البعض عبر مناطق متعددة لزيادة الوعي بالفساد الواسع الانتشار في الحكومة المصرية والتوحد في التمرد. وتمكن الناشطون الشباب الذين يروجون للتمرد من تشكيل مجموعة على موقع فيسبوك تحت عنوان «التقدمي للشباب في تونس».